# Napeogenes sulfurina
Napeogenes sulfurina är en fjärilsart som beskrevs av Köhler 1929. Napeogenes sulfurina ingår i släktet Napeogenes och familjen praktfjärilar. Inga underarter finns listade i Catalogue of Life.